# 伊藤完二

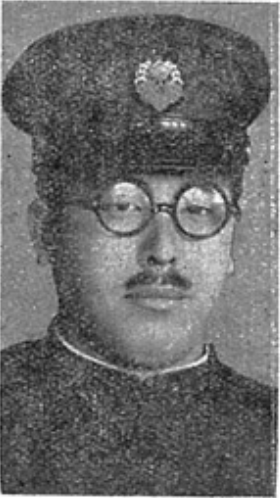
伊藤完二

伊藤 完二（いとう かんじ、1897年〈明治30年〉4月16日 - 没年不明）は、昭和時代の台湾総督府官僚。屏東市尹。

## 経歴
伊藤和一郎の次男として大分県速見郡杵築町（現：杵築市）に生まれる。1925年（大正14年）京都帝国大学法科大学を卒業し、翌年6月、台湾総督府に出仕する。同府法務課課員、秘書課課員を経て、1928年（昭和3年）9月に高雄州警務課長に就任。
ついで、台湾警察官司、同獄司、練習所主席教官を経て、1931年（昭和6年）5月に地方理事官に進み、台北州に赴任する。同州内務部地方課長兼官房文書課長を経て、1932年（昭和7年）4月に新竹州新竹郡守に転じ、翌年の1933年（昭和8年）12月、屏東市尹に就任した。その後、台湾総督府交通局参事、同府逓信部庶務課長、台南州内務部長、同州総務部長を経て、1943年（昭和18年）3月、同府交通局理事兼逓信部長に就任した。
戦後は、福岡相互銀行杵築支店長を経て、大分県人事委員会委員長となった。